# Sao Tomé-et-Principe aux Jeux olympiques d'été de 2020
Sao Tomé-et-Principe participe aux Jeux olympiques de 2020 à Tokyo au Japon. Il s'agit de sa 7e participation à des Jeux d'été.

## Athlètes engagés
| Sport       | Hommes | Femmes | Total |
| ----------- | ------ | ------ | ----- |
| Athlétisme  | 0      | 1      | 1     |
| Canoë-kayak | 2      | 0      | 2     |
| Total       | 2      | 1      | 3     |

## Résultats

### Athlétisme
Le comité bénéficient d'une place attribuée au nom de l'universalité des Jeux. D'Jamila Tavares dispute le 800 mètres féminin.
| Athlète          | Épreuve       | Séries        | Séries | Demi-finales | Demi-finales | Finale   | Finale   |
| Athlète          | Épreuve       | Temps         | Rang   | Temps        | Rang         | Temps    | Rang     |
| ---------------- | ------------- | ------------- | ------ | ------------ | ------------ | -------- | -------- |
| D'Jamila Tavares | 800 m féminin | 2 min 16 s 72 | 8e     | Éliminée     | Éliminée     | Éliminée | Éliminée |

### Canoë-kayak
Le comité a qualifié au moins un équipage en canoë biplace à la suite de la médaille d'or obtenu par la paire Buly Triste / Roque dos Ramos aux Jeux africains de 2019. Buly Triste était le porte-drapeau de la délégation aux jeux de Rio.
| Athlète                 | Compétition       | Séries         | Séries | Quarts de finale | Quarts de finale | Demi-finales | Demi-finales | Finale Finale B Finale C | Finale Finale B Finale C |
| Athlète                 | Compétition       | Temps          | Rang   | Temps            | Rang             | Temps        | Rang         | Temps                    | Rang                     |
| ----------------------- | ----------------- | -------------- | ------ | ---------------- | ---------------- | ------------ | ------------ | ------------------------ | ------------------------ |
| Roque Ramos             | C1 1 000 m hommes | 5 min 0 s 977  | 7e     | 5 min 10 s 506   | 8e               | Éliminé      | Éliminé      | Éliminé                  | Éliminé                  |
| Buly Triste             | C1 1 000 m hommes | 4 min 57 s 659 | 6e     | 4 min 55 s 527   | 7e               | Éliminé      | Éliminé      | Éliminé                  | Éliminé                  |
| Roque Ramos Buly Triste | C2 1 000 m hommes | 4 min 34 s 880 | 7e     | 4 min 44 s 055   | 5e               | Non disputé  | Non disputé  | Finale B 4 min 12 s 075  | 14e                      |